# Nada nuevo bajo el sol
«Nada nuevo bajo el sol» es una canción del grupo de rock chileno Los Bunkers, escrita por la dupla de hermanos compositores de la banda (Francisco y Mauricio Durán) para el quinto álbum de estudio de la banda, Barrio Estación.
Fue lanzado como sencillo el 28 de agosto de 2008, como el tercer sencillo del álbum, logrando un buen rodaje radial en Chile y llegando a la posición número 11° en el país.

## Información
La canción escrita en primera persona, está compuesta por los hermanos Durán, inspirada en el caso de un amigo de ellos que sospechaba haber adquirido el virus del VIH. Si bien supo posteriormente que no estaba contagiado, de ahí salió una de las canciones más célebres de la banda penquista.

## Créditos
- Francisco Durán – voz y guitarra rítmica acústica
- Mauricio Durán – guitarra líder
- Gonzalo López – bajo
- Mauricio Basualto – batería

## Recepción
La canción fue lanzada como el segundo sencillo del álbum el 28 de agosto de 2008, tan solo 3 días después de presentado el videoclip oficial de Me muelen a palos. Nada Nuevo Bajo el Sol logró un mayor éxito comercial que su antecesor en Chile, consiguiendo la undécima posición. No fue tan exitoso en México, al contrario del álbum que llegó al puesto 5°.

### Reconocimientos
| Publicación | País  | Lista                                                   | Año  | Posición |
| ----------- | ----- | ------------------------------------------------------- | ---- | -------- |
| Fotech      | Chile | Las 150 mejores canciones chilenas de todos los tiempos | 2013 | 46       |

### Posiciones en listas
| Lista                       | Posición | Semanas Nº 1 | Semanas en lista |
| --------------------------- | -------- | ------------ | ---------------- |
| Chile (Chile Singles Chart) | 11       | —            |                  |

## Presentaciones en vivo
Banda
- Francisco Durán – voz y guitarra rítmica
- Mauricio Durán – guitarra líder
- Álvaro López – guitarra rítmica acústica
- Gonzalo López – bajo
- Mauricio Basualto – batería

Presentaciones destacadas
- Festival de Olmué (2010 y 2014)
- Movistar Arena (2013)
- Festival de Viña del Mar (2012 y 2024 con kidd voodoo)
- Teatro Caupolicán (concierto 10 años)
- Chile País de Talentos 2009
- Vive Latino (2009)
- Plaza de Armas de Santiago (2009)

## Versiones
- Manuel García junto a Los Bunkers grabaron una versión de este tema en "Sesiones Radio Uno" en 2012.
- Manuel García junto a su banda realiza una versión en vivo de este tema.